# Transasia Airways
TransAsia Airways (kinesiska: 復興航空) var Taiwans första kommersiella flygbolag. Det grundades år 1951 som Foshing Airlines och bytte namn till TransAsia Airways år 1992. Det kinesiska namnet ändrades dock inte.

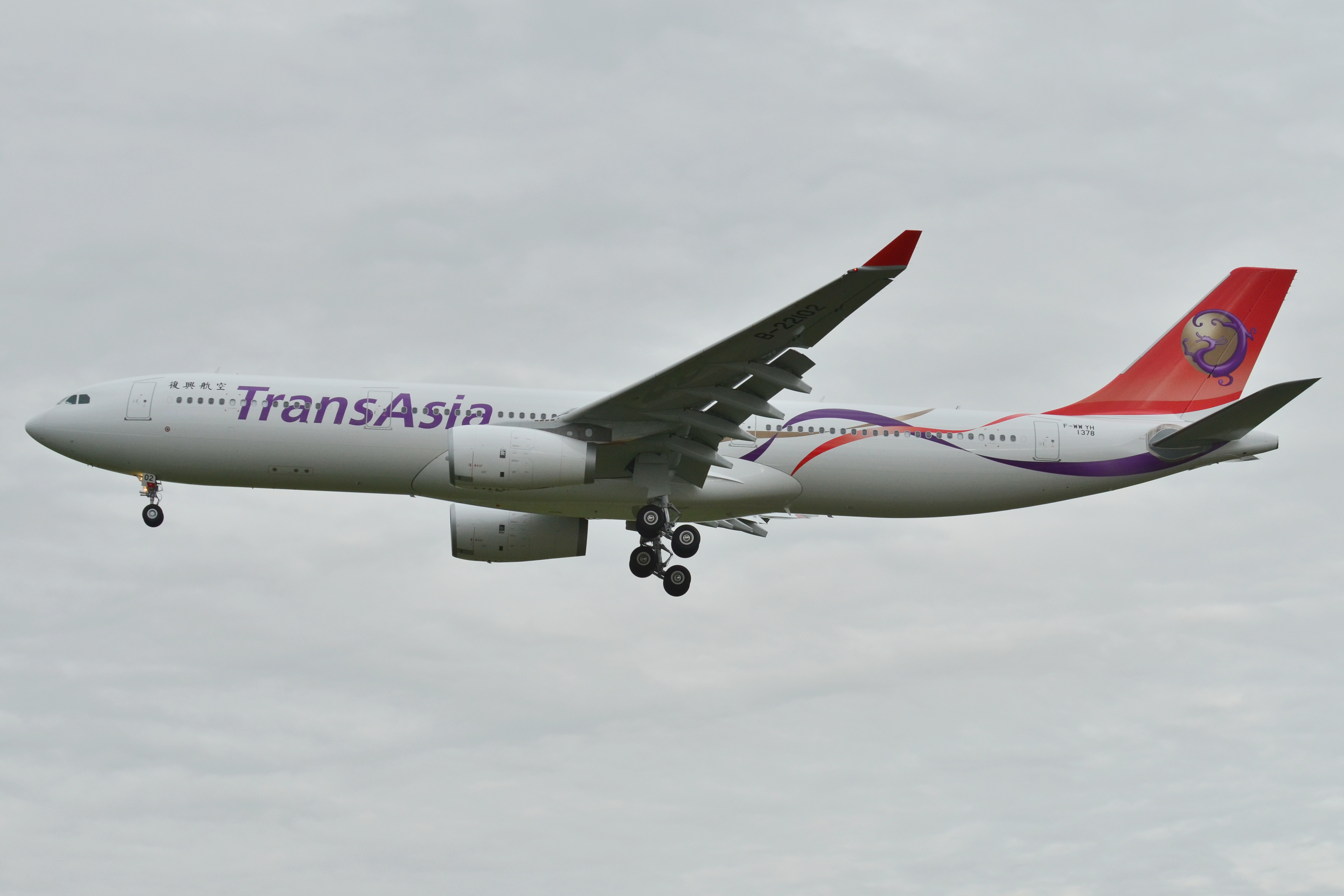
TransAsias Airbus A330-300.

Verksamheten startade med  inrikesflygningar i Taiwan med bas i Taipei men efterhand utvidgades linjenätet med flera destinationer i östra Asien. Efter flera haverier inställde bolaget alla flygningar den 21 november 2016 och gick senare i konkurs.

## Olyckor och incidenter
- Den 30 januari 1995 störtade  TransAsia Airways ATR 72-200 från Penghu till Tapei på en bergssluttning och besättningen på fyra man omkom.[3]
- Den 6 januari 1996 kapades TransAsia Airways Flight 529, en Airbus A321-131 på väg till Tainan. Kaparen krävde att planet skulle flyga till Fujian i Kina, men arresterades när det landade i Tainan för att tanka.[4]
- Den 21 december 2002 störtade  TransAsia Airways Flight 791, en ATR 72-200 på väg till Macau med frakt, på grund av nedisning och båda piloterna dödades.[5]
- Den 23 juli 2014 störtade TransAsia Airways Flight 222, en ATR 72-500 med 54 passagerare och 4 i besättningen, under landning i dåligt väder på 
Penghuöarna. Endast 10 personer överlevde.[6]
- Den 4 februari 2015 fick TransAsia Airways Flight 235, en ATR 72-600, problem med den ena motorn direkt efter starten från Tapei och störtade i Keelungfloden. Besättningen och 38 av de 53 passagerarna dödades.[7]